# Element transactinid
Elementele transactinide (transactinoide) sunt elementele chimice sintetice cu număr de ordine Z≥ 104. Toate sunt elemente radioactive. Prin definiție, sunt și elemente transuraniene (au număr de ordine Z≥ 93).
Elementele transactinide cunoscute până în prezent sunt Rutherfordiu (Rf, Z= 104), Dubniu (Db, Z= 105), Seaborgiu (Sb, Z= 106), Bohriu (Bh, Z= 107), Hassiu (Hs, Z= 108), Meitneriu (Mt, Z= 109),  Darmstadtiu (Ds, Z= 110), Roentgeniu (Rg, Z= 111), Coperniciu (Cn, Z= 112), Nihoniu (Nh, Z= 113), Fleroviu (Fl, Z= 114), Moscoviu (Mc, Z= 115), Livermoriu (Lv, Z= 116), Tennessin (Ts, Z= 117) și Oganesson (Og, Z= 118).